# Erkki Itkonen

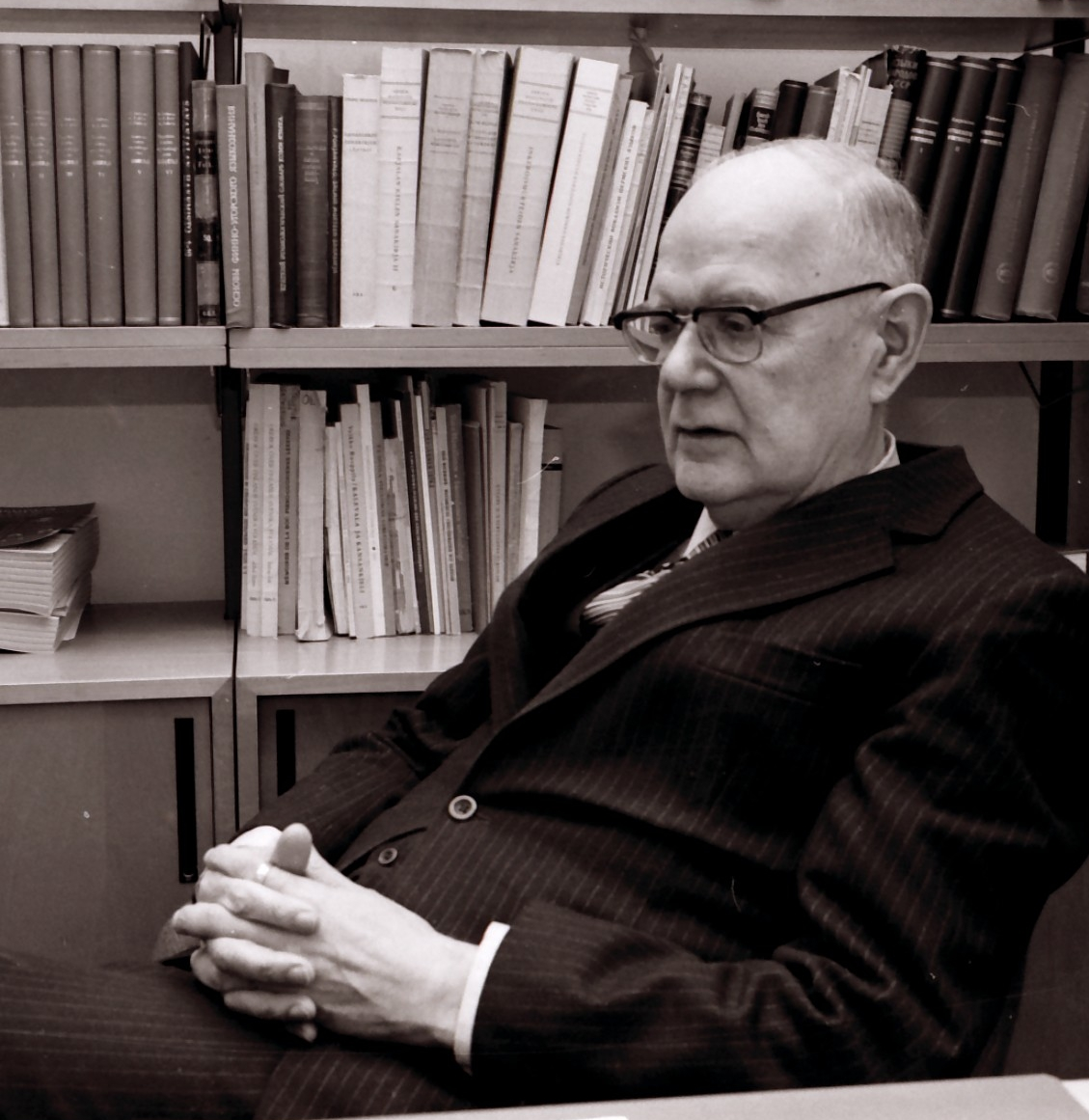
Erkki Itkonen 1981

Erkki Esaias Itkonen (* 26. April 1913 in Inari; † 28. Mai 1992 in Helsinki) war ein finnischer Sprachwissenschaftler und Finnougrist.

## Leben
Itkonen machte 1930 in Lohja sein Abitur und studierte anschließend an der Universität Helsinki Finnisch, Finnische Volksdichtung und Finnougristik. 1933 absolvierte er das Kandidatenexamen und arbeitete danach als Forschungsassistent von Eemil Nestor Setälä. 1939 erlangte er den Doktortitel und war dann Dozent an der Universität Helsinki. Ab 1950 war Itkonen außerordentlicher Professor für Finnougristik an derselben Universität, ab 1956 ordentlicher Professor. Von 1964 an bis zu dem üblichen Ausscheiden mit dem 70. Geburtstag (1983) war er sogenannter Akademie-Professor der Akademie von Finnland.
Erkki Itkonen war in zahlreichen wissenschaftlichen Gesellschaften aktiv und von 1968 bis 1978 Präsident der Finnisch-Ugrischen Gesellschaft. Die Universitäten von Turku und Uppsala verliehen ihm die Ehrendoktorwürde.
Der Linguist Esa Itkonen ist sein Sohn.

## Forschungstätigkeit
Itkonen begann als Erforscher des Samischen, wozu er seine Doktorarbeit und einige weitere Monografien vorlegte. Ebenfalls ist ihm als Spätwerk ein umfangreiches Wörterbuch zum Inarisamischen zu verdanken.
Darüber hinaus widmete sich der Forscher aber auch bald allgemeineren Fragen der finnougrischen Lautgeschichte und entwickelte eine eigene Theorie hierzu. Sie entstand teilweise als Reaktion auf die von Wolfgang Steinitz vorgeschlagene Rekonstruktion, sodass lange Zeit innerhalb der Finnougristik eine Debatte über die beiden verschiedenen Ansätze geführt wurde. Später weitete sich sein Interesse auch auf Morphologie und Syntax aus, außerdem war er ab dem zweiten Band maßgeblich an der Erstellung des ersten großen etymologischen Wörterbuch des Finnischen beteiligt und Herausgeber des ersten Bandes der Neuauflage.

## Bibliografie (Auswahl)
- Der ostlappische Vokalismus vom qualitativen Standpunkt aus. Mit besonderer Berücksichtigung des Inari- und Skoltlappischen. Lautgeschichtliche Untersuchung. Helsinki: Suomalais-ugrilainen seura. XVI, 386 S.
- Struktur und Entwicklung der ostlappischen Quantitätssysteme. Helsinki: Suomalais-ugrilainen seura 1946. XXII, 267 S.
- Zur Frage der Entwicklung des Vokalismus der ersten Silbe in den finnisch-ugrischen Sprachen, insbesondere im Mordwinischen, in: Finnisch-Ugrische Forschungen 29, 1946, S. 222–337.
- Beiträge zur Geschichte der einsilbigen Wortstämme im Finnischen. Helsinki: s.n. 1949. 54 S.
- Zur Geschichte des Vokalismus der ersten Silbe im Tscheremissischen und in den permischen Sprachen, in: Finnisch-Ugrische Forschungen 31, 1954, S. 149–345.
- Suomalais-ugrilainen kantakielen äänne- ja muotorakenteesta, in: Virittäjä 61, 1957, S. 1–21.
- Die Vorgeschichte der Finnen aus der Perspektive eines Linguisten, in: Ural-Altaische Jahrbücher 32, 1960, S. 2–24.
- Lappische Chrestomathie mit grammatikalischem Abriss und Wörterverzeichnis. Helsinki: Suomalais-ugrilainen seura 1960. X, 188 S.
- Suomalais-ugrilaisen kielen- ja historiantutkimuksen alalta. Helsinki: Suomalaisen Kirjalisuuden Seura 1961. 218 S. (Tietolipas 20).
- Die Laut- und Formenstruktur der finnisch-ugrischen Grundsprache, in: Ural-Altaische Jahrbücher 34, 1962, S. 187–210
- Kieli ja sen tutkimus. Helsinki: Söderström 1966. 427 S. (Universitas 4)
- Zur Wertung der finnisch-ugrischen Lautforschung, in: Ural-Altaische Jahrbücher 41, 1969, S. 76–111.
- Über das Objekt in den finnisch-wolgaischen Sprachen, in: Finnisch-Ugrische Forschungen 39, 1972, S. 153–213.
- Zur Geschichte des Partitivs, in: Finnisch-Ugrische Forschungen 40, 1973, S. 278–339.
- Inarilappisches Wörterbuch I-IV. Unter Mitarbeit von Raija Bartens und Lea Laitinen. Helsinki: Suomalais-ugrilainen seura 1986–1991. (Lexica Societatis Fenno-Ugricae XX)
- Inarinsaamelaisia kielennäytteitä = Aanaarkiela čȧjttuzeh. Toimittanut Lea Laitinen. Helsinki: Suomalais-ugrilainen Seura 1992. 305 S.

## Sekundärliteratur
- Castrénin perilliset. Helsingin yliopiston suomen ja sen sukukielten professorit 1851–2001. Toimittaneet Toni Suutari ja Merja Salo. Helsinki: Helsingin yliopiston suomen kielen laitos 2001.
- Commentationes Fenno-Ugricae in honorem Erkki Itkonen sexagenarii die XXVI mensis aprilis anno MCMLXXIII. Helsinki: Suomalais-ugrilainen seura 1973.